# Филипп Ванденберг
Филипп Ванденберг (нем. Philipp Vandenberg; род. 20 сентября 1941, Бреслау; Ханс Дитрих Хартель, из интервью следует, что настоящая фамилия — Вальтер) — немецкий писатель, автор научно-популярных книг по эзотерической и археологической тематикам, а также исторических и детективных романов.

## Биография
Ванденберг учился в гимназии курфюрста Максимилиана в старинной герцогской резиденции города Бургхаузен. По окончании её в 1963 году Ванденберг изучал в Мюнхене историю искусств и германистику. В 1965 году он поступил волонтёром в «Пассауер Нойен Прессе», что позже, в 1967 году обеспечило ему пост руководителя редакции «Бургхаузер Анцайгер». В 1968 году он несколько месяцев работает редактором новостей в мюнхенской «Абендцайтунг». С 1968 по 1974 годы Ванденберг трудится в иллюстрированном журнале «Квик», а с 1974 по 1976 годы - в должности литредактора «Плейбоя» в Мюнхене. С того времени он становится свободным художником и занимается писательством под псевдонимом Филипп Ванденберг.
От первого брака у Ванденберга остался сын Саша (род. 1965). Хобби Ванденберга: коллекционирование старых автомобилей и фонографов.

### Творчество
Карьеру автора научно-популярной литературы Ванденберг начал в 1973 году. Он взял годичный отпуск и отправился в Египет для изысканий о так называемом «проклятии фараона». В том же году он публикует свою первую книгу «Проклятие фараонов» о загадочной смерти 30 археологов, с которой и прокладывает себе путь к вершинам славы «одного из самых успешных писателей Германии». Выходят научно-популярные исторические произведения «Нефертити» (1975) и «Нефертити, Эхнатон и их эпоха» (1976). За ними в 1977 году следует не менее успешный «Рамсес», представляющий собой биографию великого египетского фараона с точки зрения исследователя старины. К древнеегипетской тематике Ванденберг возвращается и в романе «Наместница Ра» («Die Pharaonin», 2008), посвящённом женщине-фараону Хатшепсут.
В 1980-е годы опубликованы «Нерон. Император и бог, художник и шут» (1981) и «Цезарь и Клеопатра» (1986). Его первый роман «Помпейцы» увидел свет в 1986 году, толчком к его созданию послужило путешествие в Помпеи с посещением терм Стабиана с их «гипсовыми трупами». Наибольшего успеха на этой ниве Ванденберг достиг с романами «Сикстинский заговор» (1988) и «Пятое Евангелие» (1993).
На сегодняшний день в арсенале Филиппа Ванденберга насчитывается 30 произведений, ставших в своё время бестселлерами. Тираж его книг на 2006 год составляет 21 млн экземпляров. Его книги переведены на 33 языка.